# Confederación de Revolucionarios Anarco-Sindicalistas
La Confederación de Revolucionarios Anarco-Sindicalistas (en ruso: Конфедерация революционных анархо-синдикалистов, Konfederátsiya Revolyutsiónnyj Anarjo-Sindikalístov) es un sindicato anarcosindicalista ruso miembro de la Asociación Internacional de los Trabajadores (AIT), KRAS-AIT. Está comprometida con el desarrollo del movimiento sindical anarquista, como camino para favorecer la transición del capitalismo moderno hacia un comunismo sin estado. En la actualidad no es una organización legal y debido a las circunstancias políticas rusas es difícil que lo sea a corto plazo.
El KRAS está adherido a los principios programáticos y organizativos de la Internacional anarcosindicalista AIT y es miembro de la misma desde 1996. La Confederación rechaza cualquier ideología o tácticas estatistas, partidistas, capitalistas o de "estado socialista" y sólo utiliza los métodos de autoorganización y de acción directa. Acepta como miembros a cualquier persona explotada como mano de obra contratada y miembros de partidos políticos. No hay jefes y funcionarios pagados en la organización.
El KRAS rechaza la participación en las elecciones e instituciones y no está implicada en la lucha por el poder. La "triple estrategia" incluye el apoyo y la promoción de la resistencia social contra el sistema, en el curso de la cual, se puede producir la autoorganización de los trabajadores que pueden surgir, desarrollando a continuación, en un sistema de público de general autogestión.
KRAS-AIT rechaza la participación en bloques y coaliciones con ningún partido político, pero está dispuesta a cooperar (y coopera en la medida de lo posible) con varias iniciativas y asociaciones cívicas, sociales, profesionales, ambientales y similares, que tienen por objeto proteger a los intereses económicos, sociales y humanos de los trabajadores. 
KRAS publica el periódico "Pryamoye Déystviye" ("Acción Directa") (desde 1994) y la revista "Libertárnaya Mysl" ("El pensamiento libertario") (desde finales de 2008).